# 灵山镇 (海口市)
灵山镇是中国海南省海口市美兰区下辖的一个镇。

## 行政区划
灵山镇下辖文明社区、东头村、东湖村、新琼村、林昌村、新管村、新市村、锦丰村、福玉村、东营村、仲恺村、爱群村、灵山村、群山村、晋文村、桥东村、大林村、红丰村、大昌村、新岛村、东平村、美庄村和东和村。